# 인터넷 익스플로러
인터넷 익스플로러(영어: Internet Explorer, 약칭: IE)는 마이크로소프트에서 개발한 웹 브라우저이다. 1995년에 마이크로소프트 윈도우 운영 체제에 이 소프트웨어를 기본으로 포함하기 시작하며 사용자가 급격히 증가했다. 1999년 이후로는 세계에서 가장 널리 쓰이는 웹 브라우저가 되었고, 2002년과 2003년에 인터넷 익스플로러 5, 6 버전의 사용률이 정점에 이르러 95%에 달했다. 그러나 마이크로소프트가 마이크로소프트의 제품 이외의 플랫폼에서의 인터넷 익스플로러 지원을 중단하고, 모질라 파이어폭스 등 대체 브라우저가 개발되면서 후기 버전의 출시에도 불구하고 하락세가 계속되고 있다. 결국 마이크로소프트는 윈도우 11에서의 인터넷 익스플로러 지원하지않고, 마이크로소프트 엣지의 사용을 권고하였다.
2022년 6월 15일, 일반 OS의(사용자용) 서비스가 종료되었다.

## 역사
인터넷 익스플로러는 공개되지 않은 윈도우 97의 주된 구성요소 가운데 하나로 개념이 자리잡혀 나가기 시작하였으며, 윈도우 95의 연장선으로 그려나갔다. 이 프로젝트는 1994년 여름에 토머스 레던(Thomas Reardon)이 시작하여 벤자민 슬리브카(Benjamin Slivka)가 주도하였다. 소스 코드는 스파이글래스사에서 도입했다. 이 소스는 초기 상용 웹 브라우저였던 모자이크에서 가져온 것이다.
마이크로소프트는 한때 맥 OS, 유닉스 등에 사용할 수 있는 버전을 개발해 배포했지만 오래전부터 유닉스 계열 운영 체제를 위한 인터넷 익스플로러는 개발하지 않았다. 맥 OS용도 2006년 1월 31일부터 개발하지 않고 있고 다운로드 또한 중지되었다. 또한 윈도우 11에서는 지원이 되지 않으며, 윈도우 11에서는 마이크로소프트 엣지로 바뀌어 열린다. 단, IE지원이 필요한 경우에는 실행이 가능하다.

### 버전 1
인터넷 익스플로러 1은 1995년 8월에 공개되었으며, 스파이글래스 모자이크의 수정판이였다.

### 버전 2
인터넷 익스플로러 2는 윈도우 95 OSR1, 윈도우 NT 4.0 영어판 두 곳에 포함되었으며. SSL 프로토콜 등의 기능을 지원했으며. 맥 OS도 지원했던 브라우저다. 윈도우 1.0, 윈도우 2.0, 윈도우 2.1x, 윈도우 3.0, 윈도우 3.1x, 윈도우 NT 3.1, 윈도우 NT 3.5, 윈도우 NT 3.51, 윈도우 95, 인터넷 익스플로러 1과 같이 지원이 2001년 12월 31일 종료되었다.

### 버전 3
인터넷 익스플로러 3은 1996년 8월 13일에 공개되었으며, 가장 널리 쓰이는 최초의 인터넷 익스플로러가 되었다. 윈도우 95 OSR2, 2.1, 윈도우 NT 4.0 한글판에 기본 내장되어있고, 버전 3에서는 HTML 3.2 및 액티브엑스 제어와 자바 애플릿의 실행 환경을 갖추고 넷스케이프 네비게이터에 견줄 만한 기능까지 만들었다. 윈도우 NT 4.0, 윈도우 2000 RTM과 같이 지원이 2004년 6월 30일 종료되었다.

### 버전 4
인터넷 익스플로러 4는 1997년 9월에 공개되었으며, 윈도우 95 OSR2.5, 윈도우 98에 기본 내장되어 있다. 버전 4부터 전 세계적으로 큰 인기를 끌게 된다. 윈도우 NT 4.0 서버, 윈도우 NT 4.0 워크스테이션, 윈도우 2000 서비스팩 1과 같이 지원이 2004년 12월 31일 종료되었다.

### 버전 5
인터넷 익스플로러 5는 1999년 3월 18일에 공개되었으며 5.0은 윈도우 98 SE에 5.01은 윈도우 2000에 포함되어 있다. 이 버전은 윈도우 3.1x, 윈도우 NT 3.1, 윈도우 NT 3.5, 윈도우 NT 3.51에서 지원하는 마지막 버전이다. 
 2000년 7월에 나온 인터넷 익스플로러 5.5는 인쇄 미리 보기, CSS, HTML 표준 지원, 개발자 API가 개선되었으며 128 비트 암호화를 지원한다. 이 버전은 윈도우 Me에 기본 포함되어 있었고, 윈도우 95에서 지원했던 마지막 버전이었다.

### 버전 6
인터넷 익스플로러 6은 윈도우 XP 출시 몇 개월 전인 2001년 8월 27일에 공개되었다. 이 버전은 DHTML 향상, 콘텐츠 제한 인라인 프레임, CSS 수준 1, DOM 수준 1, SMIL 2.0의 부분 지원을 포함하고 있다. 2001년에 출시된 윈도우 XP, 윈도우 서버 2003, 윈도우 서버 2003 R2에 인터넷 익스플로러 6이 포함되어 있다. 그 뒤에 버전 6.0 서비스 팩 1이 배포 되었으며, 이 버전은 윈도우 98, 윈도우 98 SE, 윈도우 Me, 윈도우 NT 4.0, 윈도우 2000에서 지원하는 마지막 버전이다. 윈도우 XP 서비스 팩 2에 인터넷 익스플로러 6.0 서비스 팩 2가 포함되었고, 이는 다른 운영 체제에서는 사용할 수 없다. 하지만 사용이 쉬었으나 웹 표준화가 되어있지 않다는 평가도 있다. 인터넷 익스플로러 6은 보안상의 문제로 2006년 PC월드 '전대 미문의 최악의 기술' 25위 중 8위에 선정된 바가 있으며, IE6 장례식을 거행하는 등 세계적으로 인터넷 익스플로러 7 또는 8로 업그레이드 하거나 모질라 파이어폭스, 구글 크롬, 애플 사파리 등 다른 브라우저 사용을 권고하였다.

### 버전 7
인터넷 익스플로러 7은 오랜 공백을 깨고 2006년 10월 18일에 공개되었다. 윈도우 XP, 윈도우 서버 2003, 윈도우 서버 2003 R2를 지원하며, 윈도우 비스타에는 기본으로 내장되어 있다. 버전 6에까지 제공되지 않던 탭 기능과 피싱 필터 등 다양한 기능이 포함되었다. 
 윈도우 XP용은 윈도우 XP, 오피스 2003 그리고 윈도우 XP용 인터넷 익스플로러 8과 같이 지원이 2014년 4월 8일 종료되었고, 윈도우 서버 2003, 윈도우 서버 2003 R2용은 윈도우 서버 2003, 윈도우 서버 2003 R2와 윈도우 서버 2003, 윈도우 서버 2003 R2용 인터넷 익스플로러 8과 같이 지원이 2015년 7월 14일 종료되었으며, 윈도우 비스타용은 윈도우 XP 임베디드, 윈도우 8과 윈도우 비스타, 윈도우 서버 2008, 윈도우 7, 윈도우 서버 2008 R2용 인터넷 익스플로러 8과 윈도우 7, 윈도우 서버 2008 R2용 인터넷 익스플로러 9, 그리고 윈도우 7, 윈도우 서버 2008 R2, 윈도우 8용 인터넷 익스플로러 10과 같이 지원이 2016년 1월 12일 종료되었다.

### 버전 8
인터넷 익스플로러 8은 2009년 3월 19일 (한국시간)에 정식 출시되었다. 인터넷 익스플로러 8은 "인터넷 익스플로러 8 표준 모드"로 알려진 새로운 렌더링 모드를 포함하고 있다. 2008년 2월에 마이크로소프트는 인터넷 익스플로러 8의 개인 베타 버전의 공개에 대한 초대장을 제공하였다. 인터넷 익스플로러 8은 액티브X 기능을 최소화시키기로 했으므로 액티브X 기술을 많이 사용하는 한국 사이트에서는 제대로 작동하지 않을 수 있다고 하며, 윈도우 XP, 윈도우 서버 2003, 윈도우 서버 2003 R2를 지원하는 마지막 웹 브라우저다. 
 윈도우 XP용은 윈도우 XP, 오피스 2003 그리고 윈도우 XP용 인터넷 익스플로러 7과 같이 지원이 2014년 4월 8일 종료되었고, 윈도우 서버 2003, 윈도우 서버 2003 R2용은 윈도우 서버 2003, 윈도우 서버 2003 R2 그리고 윈도우 서버 2003, 윈도우 서버 2003 R2용 인터넷 익스플로러 7과 같이 지원이 2015년 7월 14일 종료되었으며, 윈도우 비스타, 윈도우 서버 2008, 윈도우 7, 윈도우 서버 2008 R2용은 윈도우 XP 임베디드, 윈도우 8과 윈도우 비스타용 인터넷 익스플로러 7과 윈도우 7, 윈도우 서버 2008 R2용 인터넷 익스플로러 9 그리고 윈도우 7, 윈도우 서버 2008 R2, 윈도우 8용 인터넷 익스플로러 10과 같이 지원이 2016년 1월 12일 종료되었다.

### 버전 9
인터넷 익스플로러 9는 2011년 3월 14일에 정식 출시되었다. 웹 표준을 보다 준수하여 Acid 3에서는 95/100으로 이는 전의 인터넷 익스플로러 8보다 높은 수치이다. 일부는 한국에서 호환성 문제가 발생하지 않을까 하는 우려도 있었지만 그렇게 큰 문제는 없는 것으로 보인다. 다만 일부 사이트에서 문제가 발생할 여지는 있다. 그리고 인터넷 익스플로러 9부터는 GPU 가속의 지원으로 CPU 뿐만 아니라 GPU도 함께 쓰고 이 기술이 윈도우 XP, 윈도우 서버 2003, 윈도우 서버 2003 R2에서는 지원하기 힘들다는 문제로 윈도우 XP, 윈도우 서버 2003, 윈도우 서버 2003 R2는 지원 대상에는 제외되었다. 윈도우 비스타, 윈도우 서버 2008, 윈도우 7, 윈도우 서버 2008 R2만 지원하며, 윈도우 비스타, 윈도우 서버 2008을 지원하는 마지막 웹 브라우저다. 
 윈도우 7, 윈도우 서버 2008 R2용은 윈도우 XP 임베디드, 윈도우 8과 윈도우 비스타용 인터넷 익스플로러 7과 윈도우 비스타, 윈도우 서버 2008, 윈도우 7, 윈도우 서버 2008 R2용 인터넷 익스플로러 8 그리고 윈도우 7, 윈도우 서버 2008 R2, 윈도우 8용 인터넷 익스플로러 10과 같이 지원이 2016년 1월 12일 종료되었고, 윈도우 비스타용은 윈도우 비스타와 같이 지원이 2017년 4월 11일 종료되었으며, 윈도우 서버 2008용은 윈도우 7, 윈도우 서버 2008, 윈도우 서버 2008 R2 그리고 윈도우 7, 윈도우 서버 2008 R2용 인터넷 익스플로러 11과 같이 지원이 2020년 1월 14일 종료되었다.

### 버전 10
마이크로소프트는 라스베이거스의 MIX 11에서 인터넷 익스플로러 10을 발표하면서 최초의 플랫폼 프리뷰를 공개하였다. 이 자리에서 인터넷 익스플로러 10이 개발에 3주 정도 걸린 것이라고 언급하였다. 이번 출시는 CSS3 그라디언트를 포함한 표준 지원을 더 개선한다. 또한 마이크로소프트는 데스크톱 모드에서는 액티브X를 지원하지만 모던 UI에서는 지원하지 않는다고 밝혔다. 인터넷 익스플로러 10은 9와 달리 한국의 대부분의 웹에서 호환성 문제를 일으키며 급기야는 인터넷 익스플로러 10으로의 업데이트를 막는 킷을 마이크로소프트에서 제공하기도 했다. 
 윈도우 7, 윈도우 서버 2008 R2, 윈도우 8용은 윈도우 XP 임베디드, 윈도우 8과 윈도우 비스타용 인터넷 익스플로러 7과 윈도우 비스타, 윈도우 서버 2008, 윈도우 7, 윈도우 서버 2008 R2용 인터넷 익스플로러 8, 그리고 윈도우 7, 윈도우 서버 2008 R2용 인터넷 익스플로러 9와 같이 지원이 2016년 1월 12일 종료되었으며, 윈도우 서버 2012용은 윈도우 8.1, 윈도우 서버 2012, 윈도우 서버 2012 R2 그리고 윈도우 8.1, 윈도우 서버 2012 R2용 인터넷 익스플로러 11과 같이 지원이 2023년 1월 10일에 종료되었다.

### 버전 11
인터넷 익스플로러 11 빌드가 2013년 3월 유출된 윈도우 8.1 업데이트에 포함된 것으로 확인되었다. 이 빌드에는 탭 동기화를 위한 불완전한 매커니즘을 포함하며 자체 사용자 에이전트에서 "Gecko"와 비슷한 것으로 식별한다. 나중에 나온 빌드들에는 SPDY, 확장된 개발 도구에 대한 지원을 포함하며 웹GL 지원도 제공할 것으로 예측된다. 또한 윈도우 7과 윈도우 서버 2008 R2를 지원하는 마지막 인터넷 익스플로러다. 
 윈도우 7, 윈도우 서버 2008 R2용은 윈도우 7, 윈도우 서버 2008, 윈도우 서버 2008 R2 그리고 윈도우 서버 2008용 인터넷 익스플로러 9와 같이 지원이 2020년 1월 14일 종료되었고, 윈도우 8.1, 윈도우 서버 2012 R2용은 윈도우 8.1, 윈도우 서버 2012, 윈도우 서버 2012 R2 그리고 윈도우 서버 2012용 인터넷 익스플로러 10과 같이 지원이 2023년 1월 10일 종료되었고, 윈도우 서버 2016용은 윈도우 서버 2016과 같이 지원이 2027년 1월 12일 종료될 예정이다. 그러나 윈도우 10용과 윈도우 서버 2019용은 2022년 6월 15일에 종료되었다.

## 운영 체제 호환
모든 지원이 종료된 경우 * 표시가, 일부 지원이 종료된 경우 - 표시가 붙는다.
| 버전  | 연도        | 레이아웃 엔진                   | 마이크로소프트 윈도우 | 마이크로소프트 윈도우 | 마이크로소프트 윈도우 | 마이크로소프트 윈도우 | 마이크로소프트 윈도우 | 마이크로소프트 윈도우 | 마이크로소프트 윈도우 | 마이크로소프트 윈도우 | 마이크로소프트 윈도우 | 마이크로소프트 윈도우 | 마이크로소프트 윈도우 | 마이크로소프트 윈도우 | 마이크로소프트 윈도우 | 마이크로소프트 윈도우 | 마이크로소프트 윈도우 | 마이크로소프트 윈도우 | IBM OS/2      | 애플 맥 OS  | 애플 맥 OS     | 애플 맥 OS | 애플 맥 OS             | 유닉스 HP-UX 솔라리스 |                |
| 버전  | 연도        | 레이아웃 엔진                   | 10, 서버 16, 서버 19  | 8.1, 서버 12 R2       | 8, 서버 12            | 7, 서버 08 R2         | 비스타, 서버 08       | 서버 03, 서버 03 R2   | XP                    | Me                    | 2000                  | 98, 98 SE             | NT 4.0                | 95                    | NT 3.51               | NT 3.5                | NT 3.1                | 3.1x                  | IBM OS/2      | X PPC       | 7.6~ 9.2.2 PPC | 7.5.x PPC  | 7.1~ 8.1 68K 7.1.2 PPC | 유닉스 HP-UX 솔라리스 | 7.0.1 68K      |
| ----- | ----------- | ------------------------------- | --------------------- | --------------------- | --------------------- | --------------------- | --------------------- | --------------------- | --------------------- | --------------------- | --------------------- | --------------------- | --------------------- | --------------------- | --------------------- | --------------------- | --------------------- | --------------------- | ------------- | ----------- | -------------- | ---------- | ---------------------- | --------------------- | -------------- |
| -     | 연도        | -                               | 2015~2018             | 2013                  | 2012                  | 2009                  | 2006~2008             | 2003~2005             | 2001                  | 2000                  | 2000                  | 1998~1999             | 1996                  | 1995                  | 1995                  | 1994                  | 1993                  | 1992                  | 1993          | 2001        | 1997           | 1994       | 1992                   | 1991                  | 1990s          |
| IE11  | 2013 ~ 2018 | 트라이던트 7                    | 표준                  | 표준*                 | 불가                  | 가능* SP1             | 불가                  | 불가                  | 불가                  | 불가                  | 불가                  | 불가                  | 불가                  | 불가                  | 불가                  | 불가                  | 불가                  | 불가                  | 불가          | 불가        | 불가           | 불가       | 불가                   | 불가                  | 불가           |
| IE10  | 2012 ~ 2013 | 트라이던트 6                    | 불가                  | 불가                  | 표준*                 | 가능* SP1             | 불가                  | 불가                  | 불가                  | 불가                  | 불가                  | 불가                  | 불가                  | 불가                  | 불가                  | 불가                  | 불가                  | 불가                  | 불가          | 불가        | 불가           | 불가       | 불가                   | 불가                  | 불가           |
| IE9   | 2011        | 트라이던트 5                    | 불가                  | 불가                  | 불가                  | 가능*                 | 가능* SP2             | 불가                  | 불가                  | 불가                  | 불가                  | 불가                  | 불가                  | 불가                  | 불가                  | 불가                  | 불가                  | 불가                  | 불가          | 불가        | 불가           | 불가       | 불가                   | 불가                  | 불가           |
| IE8   | 2009        | 트라이던트 4                    | 불가                  | 불가                  | 불가                  | 표준*                 | 가능* SP1/2           | 가능* SP2             | 가능* SP3             | 불가                  | 불가                  | 불가                  | 불가                  | 불가                  | 불가                  | 불가                  | 불가                  | 불가                  | 불가          | 불가        | 불가           | 불가       | 불가                   | 불가                  | 불가           |
| IE7   | 2006        | 트라이던트 3.1                  | 불가                  | 불가                  | 불가                  | 불가                  | 표준*                 | 가능* SP1/2           | 가능* SP2/3           | 불가                  | 불가                  | 불가                  | 불가                  | 불가                  | 불가                  | 불가                  | 불가                  | 불가                  | 불가          | 불가        | 불가           | 불가       | 불가                   | 불가                  | 불가           |
| IE6   | 2001        | 트라이던트                      | 불가                  | 불가                  | 불가                  | 불가                  | 불가                  | 표준*                 | 표준*                 | 가능* 6.0 SP1         | 가능* 6.0 SP1         | 가능* 6.0 SP1         | 가능* 6.0 SP1         | 불가                  | 불가                  | 불가                  | 불가                  | 불가                  | 불가          | 불가        | 불가           | 불가       | 불가                   | 불가                  | 불가           |
| IE5.5 | 2000        | 트라이던트                      | 불가                  | 불가                  | 불가                  | 불가                  | 불가                  | 불가                  | 불가                  | 표준*                 | 가능*                 | 가능*                 | 가능*                 | 가능* 5.5 SP2         | 불가                  | 불가                  | 불가                  | 불가                  | 불가          | 불가        | 불가           | 불가       | 불가                   | 불가                  | 불가           |
| IE5.0 | 1999        | 트라이던트 (윈도우) 태즈먼 (맥) | 불가                  | 불가                  | 불가                  | 불가                  | 불가                  | 불가                  | 불가                  | 불가                  | 표준* 5.01 SP4        | 표준* 98SE            | 가능*                 | 가능*                 | 가능* 16-bit          | 가능*                 | 가능*                 | 가능* 16-bit          | 불가          | 표준* 5.2.3 | 표준* 5.1.7    | 불가       | 불가                   | 불가                  | 가능* 5.01 SP1 |
| IE4.5 | 1999        | -                               | 불가                  | 불가                  | 불가                  | 불가                  | 불가                  | 불가                  | 불가                  | 불가                  | 불가                  | 불가                  | 불가                  | 불가                  | 불가                  | 불가                  | 불가                  | 불가                  | 불가          | 불가        | 표준*          | 가능*      | 불가                   | 불가                  | 불가           |
| IE4.0 | 1997        | 트라이던트                      | 불가                  | 불가                  | 불가                  | 불가                  | 불가                  | 불가                  | 불가                  | 불가                  | 불가                  | 표준*                 | 가능*                 | 표준* OSR2.5          | 가능* 16-bit          | 가능*                 | 가능*                 | 가능* 16-bit          | 불가          | 불가        | 표준*          | 가능*      | 가능* 4.01             | 불가                  | 가능*          |
| IE3.0 | 1996        | -                               | 불가                  | 불가                  | 불가                  | 불가                  | 불가                  | 불가                  | 불가                  | 불가                  | 불가                  | 불가                  | 가능*                 | 표준* OSR2/2.1        | 가능* 16-bit          | 가능* 16-bit          | 가능*                 | 가능* 16-bit          | 윈도우 16-bit | 불가        | 표준*          | 가능*      | 표준*                  | 불가                  | 베타*          |
| IE2.0 | 1995        | -                               | 불가                  | 불가                  | 불가                  | 불가                  | 불가                  | 불가                  | 불가                  | 불가                  | 불가                  | 불가                  | 표준*                 | 표준* OSR1            | 가능* 16-bit          | 가능* 16-bit          | 가능* 16-bit          | 가능* 16-bit          | 윈도우 16-bit | 불가        | 가능*          | 가능*      | 가능*                  | 가능* 2.0.1           | 불가           |
| IE1.5 | 1996        | 스파이글래스                    | 불가                  | 불가                  | 불가                  | 불가                  | 불가                  | 불가                  | 불가                  | 불가                  | 불가                  | 불가                  | 가능*                 | 가능*                 | 가능*                 | 가능*                 | 불가                  | 불가                  | 불가          | 불가        | 불가           | 불가       | 불가                   | 불가                  | 불가           |
| IE1.0 | 1995        | 스파이글래스                    | 불가                  | 불가                  | 불가                  | 불가                  | 불가                  | 불가                  | 불가                  | 불가                  | 불가                  | 불가                  | 불가                  | 가능 Plus!*           | 불가                  | 불가                  | 불가                  | 불가                  | 불가          | 불가        | 불가           | 불가       | 불가                   | 불가                  | 불가           |

## 인터넷 익스플로러 모바일
인터넷 익스플로러 모바일(Internet Explorer Mobile)은 윈도우 모바일을 위한 웹 브라우저이다. 윈도우 모바일 5.0 이전에는 포켓 인터넷 익스플로러(PIE)라고도 불렸다. 인터넷 익스플로러는 윈도우 폰에서도 쓰인다. 다만 윈도우 10 모바일에서 보조프로그램으로 격하되고, 모바일에선 CPU 미지원으로 액티브X를 쓸 수 없다.

## 인터넷 익스플로러의 고급 보안 설정
윈도우 서버 2003 이후부터 제공되는 보안 설정이 강화된 서버용 한정판이다.

## 시장 점유율

### 세계 웹 브라우저 시장 점유율

1995년부터 2024년까지 인터넷 익스플로러의 시장 점유율

인터넷 익스플로러는 과거에는 세계 웹 브라우저 시장 점유율이 가장 높은 브라우저였다. 그러나 파이어폭스, 오페라, 구글 크롬 등 다른 웹 브라우저들의 시장 점유율이 오름에 따라 2004년 90%에 육박하던 인터넷 익스플로러의 시장 점유율은 점차 떨어져서 2008년에는 모든 버전을 합쳐서 60% 후반대를 유지하였다. 2011년 3월 14일 인터넷 익스플로러 9가 정식 출시되었음에도 불구하고, 인터넷 익스플로러 전체 버전의 시장 점유율은 반등하지 못하고 계속 하락세를 이어가고 있다. 같은 날 스탯카운터 통계 기준으로 인터넷 익스플로러의 점유율은 30% 후반대를 머물고 있다. 2016년이후부터 인터넷 익스플로러의 시장 점유율은 10%이하로 내려갔다.

### 대한민국 웹 브라우저 시장 점유율
스탯카운터의 통계에 따르면 2011년 1월부터 8월까지 대한민국의 인터넷 익스플로러 전체 버전 점유율은 매달 90% 이상을 차지하고 있었다. 하지만 2011년 9월 인터넷 익스플로러의 점유율이 처음으로 90% 아래로 떨어졌다. 2011년 12월 인터넷 익스플로러의 버전별 점유율은 인터넷 익스플로러 8이 46.48%로 가장 높고, 인터넷 익스플로러 7 13.43%, 인터넷 익스플로러 9 13.06%, 인터넷 익스플로러 6 7.99% 순이다. 이처럼 대한민국에서는 전 세계에 비해 인터넷 익스플로러 한 브라우저의 점유율이 매우 높고, 구 버전의 인터넷 익스플로러 점유율도 높기에 웹 표준 문제가 지적되는 원인이 되기도 한다.
한편 국내에서도 인터넷 익스플로러의 시장 점유율은 계속 하락세를 보이고 있는 가운데 2019년 4월기준 점유율은 24.6%대로 구글 크롬(63.6%)에 이어서 아직까지는 2위로 사용빈도가 있다.

## 보안 문제

### 중대한 크로스 버전 취약점
2014년 4월 26일, 마이크로스프트는 인터넷 익스플로러 6부터 11까지 버전에서 "원격 코드 실행" 취약점을 발표했다. 2014년 4월 28일, 미 행정 부처인 국토안보부의 산하 컴퓨터 긴급 대응팀인, 미국 컴퓨터 긴급 대응팀 (이하, US-CERT)은 성명을 통해 주의보를 내어, 인터넷 익스플로러가 외부의 프로그램이나 사용자가 "시스템에 접근을 야기할 수 있다는 것"에 취약하다라고 전했다. US-CERT는 마이크로소프트사가 보안의 취약점으로부터의 공격을 완화시키기 위해 이 사안을 검토하고, 버그를 고칠때까지 다른 브라우저를 사용하라고 권고하였다. 영국 국립 컴퓨터 비상상황 대응 팀 (The UK National Computer Emergency Response Team) (이하, CERT-UK)는 자문 발행물을 통해, 예상되었던 우려이며, 유저들을 위해 만들어진 추가적인 단계의 백신 소프트웨어 업데이트를 통해 백신을 최신상태로 유지해달라고 당부했다. 사이버 보안 회사인 노턴라이프록은 "Windows XP상의 인터넷 익스플로러가 공격에 취약하다."는 사실을 발견했다고 밝혔다.
그리고 업데이트 지원이 종료되었다.

## 유용성
대한민국에서는 인터넷 익스플로러의 의존도가 상대적으로 높다. 이는 온라인 뱅킹 호환성 문제와 더불어 한국의 대다수 웹사이트 개발자들이 여러 웹 브라우저와 운영 체제들의 호환성을 고려하지 않고 ActiveX를 채용하고 있기 때문이다. 또 일부 웹사이트에서는 인터넷 익스플로러 웹 브라우저를 사용하지 않으면 접근할 수 없게 만든 것도 그 까닭의 일부라고 할 수 있다. (이 부분에 대해서는 대한민국의 웹 호환성 문제를 참고.) 다만 현재는 여러 대체 브라우저를 지원하는 웹사이트가 많아지고 어떤경우에는 아예 익스플로러만 지원하지 않게 하는 웹사이트도 늘어나면서 지금은 그런 문제가 많이 줄어들었다.

## 같이 보기
- 웹 브라우저 목록
- 대한민국의 웹 호환성 문제
- 웹 브라우저 시장 점유율
- 브라우저 전쟁